# Лахсен Абрамі
Лахсен Абрамі (араб. لحسن أبرامي, нар. 31 грудня 1969, Касабланка) — марокканський футболіст, який грав на позиції захисника. Виступав, зокрема, за клуб «Відад» (Касабланка), а також національну збірну Марокко.

## Клубна кар'єра
Лахсен Абрамі розпочинав свою кар'єру футболіста й провів більшу її частину в марокканському клубі «Відад» (Касабланка) зі свого рідного міста. У його складі він тричі ставав чемпіоном Марокко і тричі вигравав Кубок Марокко. Влітку 1998 року Абрамі перейшов у турецький «Генчлербірлігі», за який він відіграв два сезони, після чого повернувся у «Відад». Сезон 2003/04 років захисник провів за катарську «Аль-Вакр». У 2005 році Абрамі став футболістом марокканської команди «Іттіхад Танжер», де й завершив свою ігрову кар'єру.

## Виступи за збірну
Лахсен Абрамі був включений до складу національної збірної Марокко на Кубок африканських націй 1992 року в Сенегалі, але на поле в рамках турніру так і не вийшов. Він зіграв за Марокко в трьох матчах футбольного турніру літніх Олімпійських іграх 1992 в Іспанії: групового етапу з Південною Кореєю, Швецією та Парагваєм.
На Кубку африканських націй 1998 року в Буркіна-Фасо Абрамі провів за Марокко три матчі: групового етапу з Мозамбіком та Єгипту, а також чвертьфіналу з ПАР. Захисник був включений до складу збірної Марокко на чемпіонат світу з футболу 1998 року у Франції, де зіграв у двох матчах своєї команди на турнірі: з Бразилією та Шотландією.
На Кубку африканських націй 2000 року в Гані та Нігерії Абрамі провів один матч: з Нігерією.
Протягом кар'єри у національній команді, яка тривала 10 років, провів у формі головної команди країни 42 матчі, забивши 3 м'ячі.

## Досягнення
«Відад» (Касабланка)
- Ботола
  -  Чемпіон (3): 1989/90, 1990/91, 1992/93

- Кубок Марокко
  -  Володар (3): 1996/97, 1997/98, 2000/01